# Petrus Francius

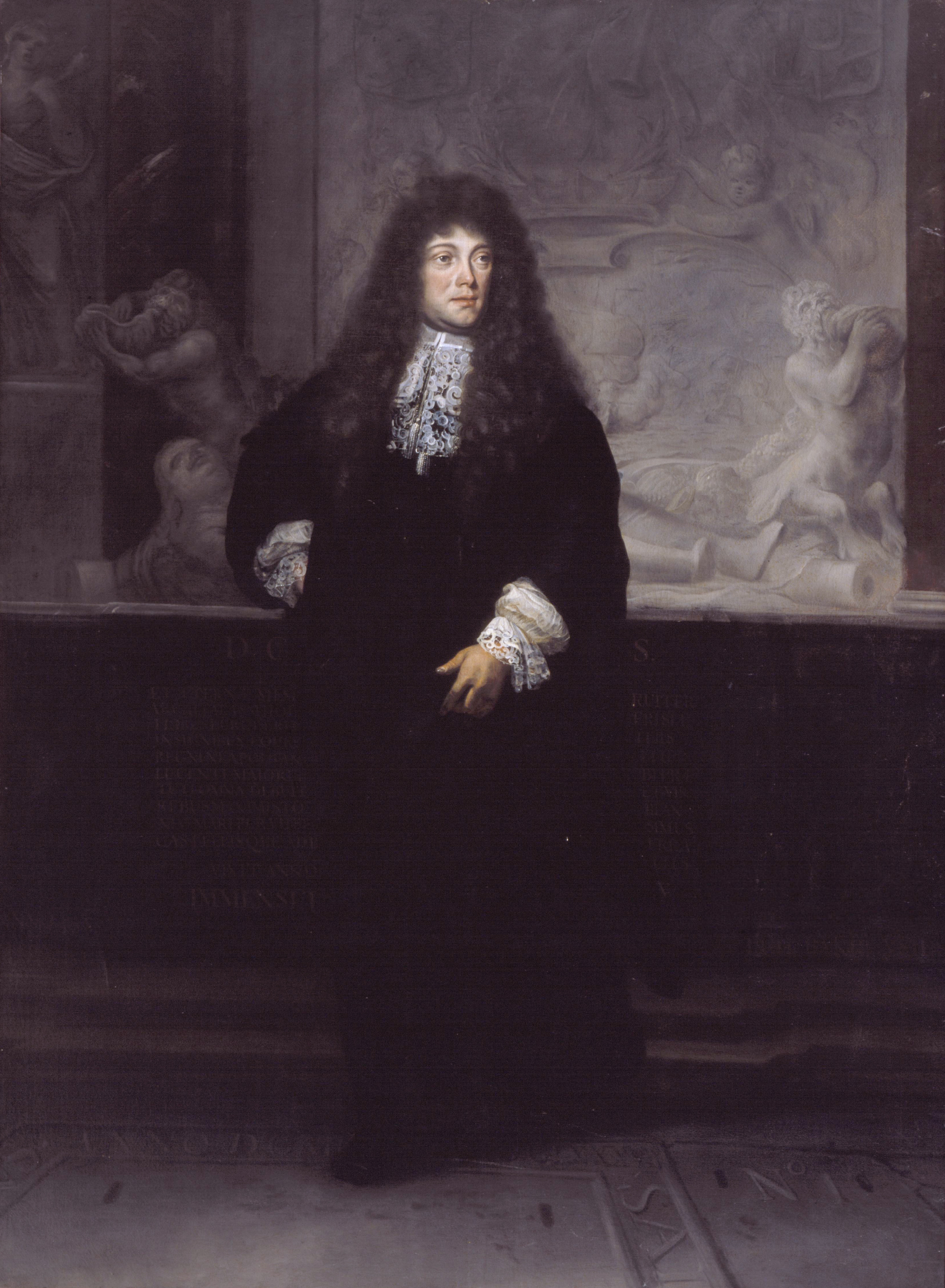
Ludolf Bakhuizen (1631–1708), Porträt des Petrus Francius

Petrus Francius, niederländisch Pieter de Frans (* 19. August 1645 in Amsterdam; † 19. August 1704 ebenda) war ein niederländischer Professor der Eloquenz, der Geschichte und des Griechischen am Athenaeum Illustre zu Amsterdam.

## Leben
Francius war Sohn des Amsterdamer Weinhändlers Jacob de Frans und seiner Frau Margarita Wachters. Er besuchte die Lateinschule in Amsterdam, deren Rektor Hadrianus Junius seine Aufmerksamkeit schon früh auf Ovid lenkte. Im August 1662 schrieb er sich an der Universität Leiden ein. Sein wichtigster Lehrer wurde der Professor für griechische Literatur und für Geschichte Johann Friedrich Gronovius (1611–1671). Als der Großherzog von Florenz, Cosimo III. de’ Medici am 10. Januar 1668 die Universität besuchte, gehörte Francius zu denjenigen, die zu dessen Ehren Gedichte in lateinischer Sprache verfasst hatten.
1669 begab er sich auf eine zweijährige Bildungsreise durch Frankreich und Italien, wie sie zu der Zeit üblich war. Sie führte ihn zunächst nach Paris, wo er den Jesuiten René Rapin kennenlernte, dann nach Angers, wo er zum Doktor beider Rechte promoviert wurde, im Juni 1670 nach Genf und von November 1670 bis März 1671 nach Rom. Während seines Besuches in Neapel soll er das Grab des Vergil besucht und Lorbeerblätter von dem Baum gepflückt haben, der auf dem Grab stand. Auf dem Rückweg besuchte er den Großherzog Cosimo in Florenz und wurde dort dem berühmten Bibliothekar Antonio Magliabecchi vorgestellt. Im Juli 1671 kehrte nach Amsterdam zurück.
Im März 1672 hielt Francius eine Rede De studio Eloquentiae („Über das Studium der Eloquenz“)  im Athenaeum Illustre, vermutlich im Zusammenhang mit seiner Ernennung auf den Lehrstuhl für Eloquenz, die jedoch erst zwei Jahre später erfolgen sollte. Francius hielt insgesamt über fünfzig solcher Reden in Prosa, Hexametern oder elegischen Distichen, einige sogar in altgriechischer Sprache.
Am 26. März 1674 feierte Francius den Friedensvertrag mit England vom 19. Februar mit dem Irenicon („Friedenslied“), einem Gedicht von etwa 400 Hexametern. Zwei Tage später ernannte ihn die Stadt zum Lehrer am Athenaeum. Anstelle einer Inauguralrede hielt Francius am 20. April 1674 die Rede De historiae utilitate („Über den Nutzen der Geschichtsschreibung“) als Eröffnungsvorlesung seines Kollegs über Livius. Der Titel war schon von Vossius für dessen Rede bei der Eröffnung des Athenaeum 1632 benutzt worden.
Eine weitere bedeutende Rede war das Epicedium (die „Leichenrede“) auf Michiel de Ruyter, den berühmten Admiral der niederländischen Flotte, der im April 1676 in einer Seeschlacht vor Sizilien gefallen war. Francius trug das Epicedium am zweiten Tag der Trauerfeierlichkeiten am 19. März 1677 in der Nieuwe Kerk in Gegenwart der Vertreter der Stadt Amsterdam, der Provinz Holland, der Generalstaaten und Constantijn Huygens als dem persönlichen Vertreter von Wilhelm III. van Oranje vor.
1677 hatte er eine Rede De conjungendo litterarum et eloquentiae studio („Über die Verbindung des Studiums der Literatur und der Eloquenz“) gehalten, in der er großen Wert auf die praktische Seite der Rhetorik legte. Seine Studenten hatten lateinische Reden der Antike auswendig zu lernen und auswendig vorzutragen, um ihr rhetorisches Talent zu entwickeln.
In seinem Rhetorikunterricht unterschied Francius zwischen der Eloquentia interna (der „inneren Eloquenz“) und der Eloquentia externa (der „äußeren Eloquenz“). Die Eloquentia externa bezog sich auf actio („Vortrag“) und pronuntiatio („Aussprache“), die eloquentia interna auf die übrigen officia oratoris („Aufgaben des Redners“), insbesondere die dictio („Formulierung“). Absicht war, durch das Auswendiglernen der antiken Reden die dictio der Studenten zu verbessern. Als Musterreden verwendete Francius in diesem Zusammenhang Ciceros Reden Pro Archia poeta und Pro Marcello sowie verschiedene andere Reden. Auf Vorschlag von Studenten wurden sogar Reden des Demosthenes in griechischer Sprache auswendig vorgetragen. Später wählte Francius auch poetische Texte für die Rezitationen aus, Petrons Gedicht über den Bürgerkrieg und die Elegia ad Liviam, die zuweilen Ovid zugeschrieben wurde. Ovid war seit Schultagen Francius’ Lieblingsdichter (moderne Textausgaben greifen immer noch auf verschiedene seiner Konjekturen zurück) und so ließ er von vier Studenten die Zeitalterlehre der Metamorphosen in elegische Distichen umschreiben. Weitere Rezitationen in den Jahren 1701 und 1703 wurden mit Reden bestritten, die aus dem Griechischen, dem Französischen und dem Niederländischen ins Lateinische übersetzt wurden, darunter solche aus den Historien von Pieter Corneliszoon Hooft, den Francius hochschätzte. Im Jahr 1703 erreichte Francius schließlich das Ziel seiner didaktischen Bemühungen. Zwei seiner Studenten rezitierten Reden, die sie selbst in lateinischer Sprache verfasst hatten.
1686 wurde Francius auch mit dem Unterricht in griechischer Sprache und Literatur beauftragt. Aus diesem Anlass hielt er die Rede De usu et praestantia linguae Graecae. Verschiedentlich setzte er sich mit dem Leidener Professor Jacobus Perizonius auseinander. Postum erschienen bis dato unveröffentlichte Konjekturen zu dem Epyllion Hero und Leander des spätgriechischen Dichters Musaios.
In diesem und dem folgenden Jahr dichtete er anlässlich der Türkenkriege vier von Horaz und Pindar inspirierte Siegesgesänge, die er in Laurus Europaea („Europäischer Lorbeerkranz“) mit einem knappen Kommentar veröffentlichte. Mit dem dazugehörenden Gedicht Buda expugnata spielte er auf das viel beachtete Gedicht Breda expugnata Nicolaus Heinsius’ des Älteren von 1637 an.
1689 kam es zu einer Auseinandersetzung mit Charles Perrault in der Querelle des Anciens et des Modernes. Francius, Gronovius, Perizonius und einige andere wollten sich nicht damit abfinden, dass immer mehr das Französische als lingua franca in der Res publica litterarum galt. In einer veröffentlichten Rede hatte Francius vor Perrault als einem Vertreter der Modernes gewarnt, der gesagt haben sollte, dass die zeitgenössischen Anwälte in Paris Cicero überträfen, auch wenn dieser noch lebte. Perrault nahm Francius im Gegenzug als negatives Beispiel für die Anciens in den dritten Band seiner Schrift Parallèle des Anciens et des Modernes (1688–1697) auf, doch Francius reagierte nicht mehr.
Die Reden Pro Archia und Pro Marcello gab Francius schließlich als specimen eloquentiae exterioris („Modell für die rhetorische Darbietung“') in einem kritischen Text heraus, dem 39 praktische Regulae circa Pronuntiationem („Regeln zur Aussprache“) und 56 praktische Regulae circa Actionem („Regeln zum Vortrag“) beigefügt sind.

## Schriften (Auswahl)
- Carmen de Pace inter Carolum II Augustissimum Britanniae regem, et Potentissimos Unitae Belgicae Ordines icta. Ex officina Danielis Abrahami, Lugduni Batavorum 1667, (online).
- Super Inita Cum Britannis Pace Irenicon. Habitum In Illustri Amstelaedamensium Lyceo die XX Martii. Ao. MDCLXXIV. Pluymer, Amstelodami 1674.
- Epicedium in funere herois invicti Michaelis Adriani Ruteri, Hollandiae ac Westfrisiae Archithalassi, Ducis, Equitis, etc. Treurdicht van Petri Franci uitgesproken op 14 april 1677 in de Nieuwe Kerk te Amsterdam door Petrus Francius, hoogleraar in de Latijnse letterkunde en geschiedenis aan het Athenaeum Illustre te Amsterdam. Gedrukt door Jodoci Plumeri te Amsterdam 1677, (Nachweis im Nationaal Archief Den Haag).
- Janus Clausus, seu Carmen de Pace inter Gallos Hispanos ac Belgas Foederatos terra marique conventa. Recitat. Amstelod. in adyto Templi Novi Sext. id. Octob. 1678. Apud viduam Jodoci Pluymer, Amstelodami 1678, (online).
- Poëmata ad Celsissimum Principem Ferdinandum, Paderbornensem ac Monasteriensem episcopum. Amstelaedami, Apud Henricum & Viduam Theodori Boom 1682, (online); (weiteres Exemplar online).
- Oratio de usu et praestantia linguae Graecae. Habita In Illustri Athenaeo Amstelaedamensi IV. Non. Mart. cum Graecae linguae professionem auspicaretur. Rieuwertsz, Amsterdam 1686.
- Buda expugnata. Pronuntiata Amstelaedami M DC LXXXVI xvii. Kal. Novembres. Amstelaedami, 1686, (online).
- Laurus Europaea seu celebres Christianorum de Turcis Victoriae. Amstelodami, 1687, (online).
- Saeculum aureum, Ex Ovidiano illo, Principio mirandi operis. Per Bartolomaeum Bolk, Adrianum Reeland, Abrahamum Lakens, Christianum Coq. Johannes Rieuwerts, utriusque eloquentiae studiosos, adumbratum. Amstelaedami 1689, (online). – (Die Vorrede stammt von Francius:  Petrus Francius Philomusis s.)
- Saeculum argenteum, aeneum, ferreum, Ex Ovidio adumbratum. Apud Joannem Rieuwerts, urbis & Illustris Athenaei Typographum, Amstelaedami 1689, (online). – (Umdichtungen von Adrianum Reeland, Abrahamum Lakens, Christianum Coq)
- Orationes in unum collectae. Apud Henr. Wetstenium, Amstelaedami 1692.
  - Orationes. Editio Secunda. Longe emendatior et magna parte auctior. Amsterdam 1705 (postum).
- Vindiciae censurae graecanicae in nuperum carmen graecum, ad C. Valerium Accinctum. Typis Theodori Boutemanni, Amstelodami 1696, (online).
- Epistola Secunda ad C. Valerium Accinctum, vero nomine Jacobum Perizonium, Professorem Leidensem, qua ad cavillationes ejus grammaticas respondetur. Typis Theodori Boutemanni, Amstelodami 1996, (online).
- Poëmata. Editio altera. Auctior & emendatior. Accedunt graeca ejusdem carmina. Apud Henr. Wetstenium, Amstelaedami 1697, (online); (weiteres Exemplar online).
- Eloquentiae exterioris specimen primum, ad orationem M.T. Ciceronis pro A. Licino Archia accommodatum. Apud Henr. Wetstenium, Amstelaedami 1697, (online).
  - Eloquentiae exterioris specimen primum, ad orationem M.T. Ciceronis pro A. Licino Archia accommodatum. Editio altera. Apud Henr. Wetstenium, Amstelaedami 1700, (online).
- Eloquentiae exterioris specimen alterum, ad orationem Ciceronis pro M. Marcello accommodatum. Accedunt ad ejusdem De ratione declamandi orationes duae. Apud Henr. Wetstenium, Amstelaedami 1699, (online); (weiteres Exemplar online).
- Musaei Grammatici de Herone et Leandro Carmen. Cum conjecturis ineditis Petri Francii, ex recensione Johannis Schraderi, qui variantes lectiones, notas, et animadversionum librum adiecit. Tobias van Dessel, Leovardiae 1742, (online).